# Kieron Dawson
Kieron Dawson (Bangor, 29 gennaio 1975) è un ex rugbista a 15 e allenatore di rugby proveniente dall'Irlanda del Nord, internazionale irlandese e a lungo terza linea ala del London Irish in English Premiership e, nell'ultima parte della sua carriera agonistica, della provincia dell'Ulster in Celtic League; dirige, da tecnico, la formazione del Worthing Raiders, di Angmering.

## Biografia
Proveniente dalla nordirlandese Bangor, crebbe nel locale club cittadino e, passato professionista, fu ingaggiato nel 1996 in Inghilterra nelle file dei London Irish.
Durante i test di fine anno del 1997 debuttò con l'Irlanda contro la Nuova Zelanda a Dublino e a inizio anno successivo fu impiegato contro la Scozia nel Cinque Nazioni 1998.
Prese quindi parte alla Coppa del Mondo di rugby 1999 nelle Isole britanniche e militò nel London Irish fino al 2006; con tale squadra vinse la Coppa Anglo-Gallese del 2001-02 in finale contro Northampton.
Nel 2006 decise di tornare in Irlanda del Nord e firmò un contratto biennale con Ulster, poi prolungato di un'ulteriore stagione fino al 2009.
Dopo il ritiro, avvenuto alla fine del prolungamento di contratto, entrò nello staff tecnico del Worthing Raiders, club del West Sussex, del quale dal 2011 è l'allenatore.

## Palmarès
- Coppe Anglo-Gallesi: 1
London Irish: 2001-02